# Человек будущего
«Челове́к бу́дущего» (англ. Future Man) — американский телесериал, созданный Говардом Оверманом, Кайлом Хантером и Ариэлем Шаффиром, премьера которого состоялась 14 ноября 2017 года на канале Hulu. В главных ролях Джош Хатчерсон, Элиза Куп, Дерек Уилсон, Эд Бегли-младший, Гленн Хидли и Хейли Джоэл Осмент, а исполнительный продюсер — Сет Роген и Эван Голдберг.

## Сюжет
Уборщик, Джош Фаттермэн, успешно завершает свою любимую игру «Biotic Wars», когда внезапно появляются два главных героя игры, Тигра и Волк, и требуют от Джоша спасения мира от настоящих Биотических войн.

## В ролях

### Актёры и персонажи
- Джош Хатчерсон — Джош Фаттермэн, уборщик исследовательского центра и первый человек, который завершил видеоигру «Biotic Wars».
- Элиза Куп — Тигра, солдат из далёкого будущего, которая перемещается назад во времени, чтобы завербовать Джоша для помощи в выполнении их миссии по предотвращению смертельной войны. Во втором сезоне Куп также изображает альтернативную версию Тигры — Тай-энн.
- Дерек Уилсон — Волк, боевой товарищ Тигры из далёкого будущего, который присоединяется к ней в попытке завербовать Джоша. Во втором сезоне Уилсон также изображает альтернативную версию Волка — Вихрь.
- Эд Бегли, мл. — Гейб Фаттермэн, отец Джоша (1-й сезон).
- Гленн Хидли — Диана Фаттермэн, мать Джоша (1-й сезон).
- Хейли Джоэл Осмент — доктор Стю Камилло (1-й и 2-й сезоны).

### Второстепенный состав
- Джейсон Скотт Дженкинс — Карл
- Роберт Крейгхед — детектив Винсент Скарсгаард
- Кит Дэвид — доктор Элиас Крониш
- Сет Роген — Сюзанна (2-й сезон)
- Бритт Лауэр — Джери Лэнг
- Кевин Калибер — Вспышка
- Пол Шир — Пол
- Аквафина — Трейси
- Шон Браун — Топор (2-й сезон)
- Сара Амини — Напёрсток (2-й сезон)
- Рати Гупта — Повеса (2-й сезон)
- Тим Джонсон, мл. — Джимми (2-й сезон)
- Джейд Катта-Прета — Уровень (2-й сезон)
- Тимоти Хорнор — Станок (2-й сезон)

### Приглашённые звезды
- Рон Фанчес — Рэй (эпизод «Pilot»)
- Мартин Старр — Лайл Карофски (эпизод «A Fuel’s Errand»)
- Дэвид Кокнер — Барри Фаттермэн (эпизод «A Blowjob Before Dying»)
- Кэролайн Хеннеси — Ванда (эпизод «A Blowjob Before Dying»)
- Меган Хейс — голос компьютера SIGORN-E (эпизод «Pandora’s Mailbox»)
- Чарли МакДермотт — молодой Барри Фаттермэн (эпизод «Operation: Natal Attraction»)
- Диона Ризоновер — Эстель Крониш (эпизод «Beyond the TruffleDome»)
- Кори Харт — в роли самого себя (эпизод «Prelude to an Apocalypse»)
- Карла Галло — Динго (эпизод «A Date with Destiny»)
- Джон Дейли — Сова (эпизод «A Date with Destiny»)

## Производство
8 июня 2017 года Гленн Хидли умерла, успев сняться в пяти из тринадцати эпизодах сериала. Продюсеры сообщили, что не будут заменять актрису и выпустят отснятые эпизоды, однако сценаристам придётся переписать сценарии других эпизодов, в которых Хидли должна была появиться.
8 января 2018 года сериал был продлён на второй сезон также из 13 эпизодов, премьера которых состоялась 11 января 2019 года. 9 апреля 2019 года Hulu продлил сериал на третий и финальный сезон, премьера которого состоялась 3 апреля 2020 года.

## Эпизоды
| Сезон | Сезон | Эпизоды | Дата релиза    |
| ----- | ----- | ------- | -------------- |
|       | 1     | 13      | 14 ноября 2017 |
|       | 2     | 13      | 11 января 2019 |
|       | 3     | 8       | 3 апреля 2020  |

## Реакция

### Критика
На сайте-агрегаторе Rotten Tomatoes сериал держит 82 % «свежести» на основе 39 рецензий со средним рейтингом 7,1 из 10. На Metacritic сериал получил 70 баллов из ста на основе 24 «в целом положительных» рецензий.
Алекс МакЛеви из The A.V. Club похвалил самоотверженную игру актёров, написав: «Если он найдет правильный тон и смесь глупо-умных шуток с актерским составом, сериал потенциально может перенестись в то время, когда он станет великой научно-фантастической комедией».

### Награды и номинации
| Год  | Премия | Категория                                | Получатель(и)    | Результат | Прим.         |
| ---- | ------ | ---------------------------------------- | ---------------- | --------- | ------------- |
| 2018 | Сатурн | Лучший новый медиа-супергеройский сериал | Человек будущего | Номинация | [ 10 ] [ 11 ] |

## В массовой культуре
- В сериале "Агенты Щ.И.Т." в 5 серии 5 сезона "Перемотка", когда Леопольд Фитц второй раз проникает на секретную базу под прикрытием, его имя - Джимми Фатерман, что является прямой отсылкой к сериалу "Человек Будущего".